# Cabariezo
Cabariezo es una aldea española del municipio de Cabezón de Liébana, en la comunidad autónoma de Cantabria.

## Historia
Hacia mediados del siglo XIX, el lugar era referido como una aldea ya por entonces perteneciente a Cabezón de Liébana. Aparece descrito en el quinto volumen del Diccionario geográfico-estadístico-histórico de España y sus posesiones de Ultramar de Pascual Madoz con las siguientes palabras:

CABARIEZO: ald. en la prov. de Santander, part. jud. de Potes; es una de las que componen el l. de Cabezon de Liébana. (V.)
(Madoz, 1846, p. 24)